# Mesovelia pacifica
Mesovelia pacifica är en insektsart som beskrevs av Robert L. Usinger 1946. Mesovelia pacifica ingår i släktet Mesovelia och familjen vattenspringare. Inga underarter finns listade i Catalogue of Life.